# Kristliga Historiska Väljarförbundet
Kristliga Historiska Väljarförbundet, Christelijk Historische Kiezersbond (CHK), värdekonservativt nederländskt parti bildat 1897 som en fortsättning på Nationella Partiet.
Ledare var de reformerta predikanterna A W Bronsveld och J Th de Visser.
Gick 1903 samman med Fria Antirevolutionära partiet och bildade Kristliga Historiska Partiet.